# Capsicum frutescens
Capsicum frutescens ist eine Pflanzenart aus der Gattung Paprika (Capsicum) aus der Familie der Nachtschattengewächse.

## Beschreibung

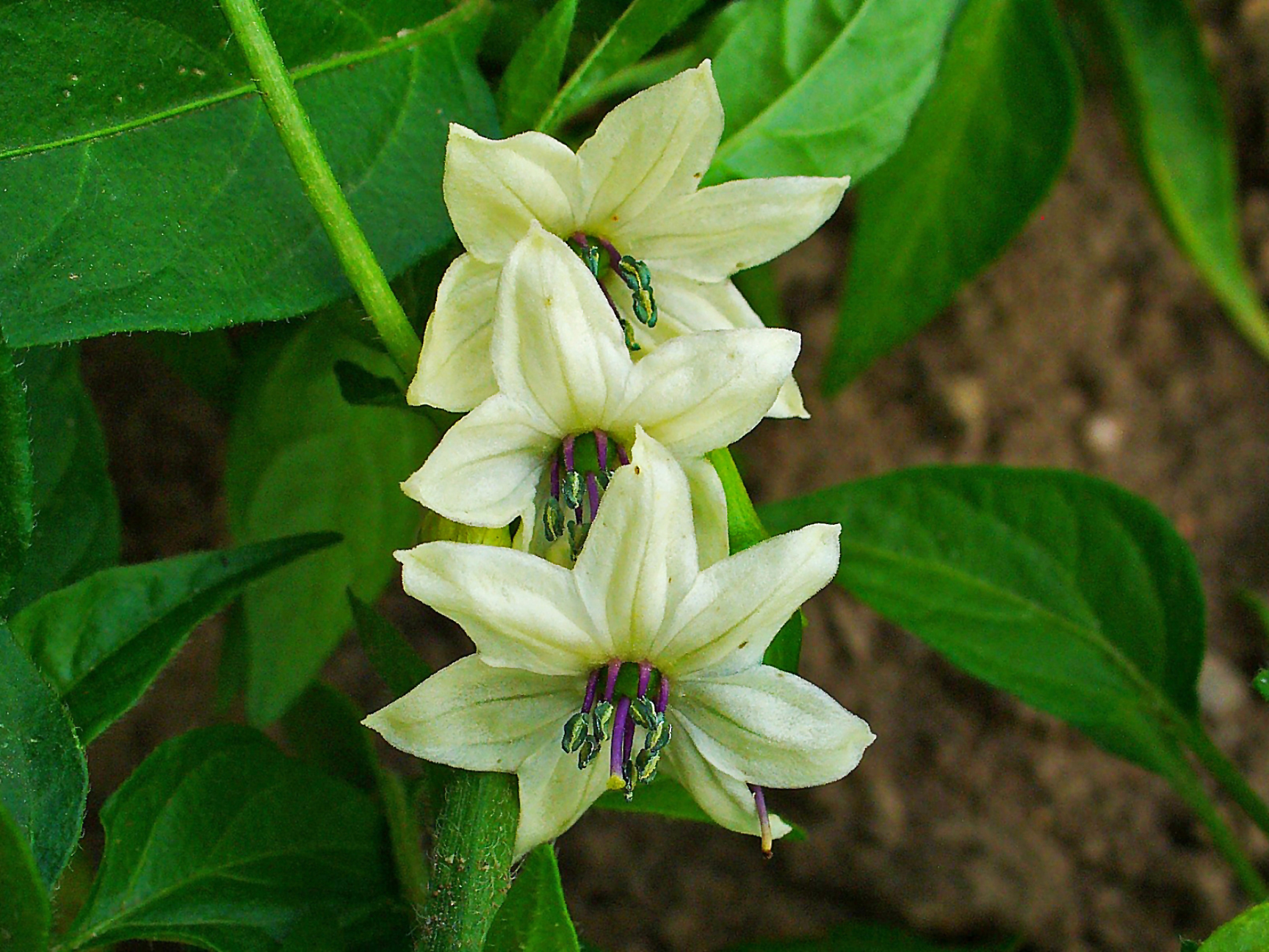
Capsicum frutescens ’Hidalgo’, Blüten

Die Pflanzen der Art Capsicum frutescens sind kleine Sträucher mit bis zu 2 m Höhe. Sie wachsen zunächst krautig, können im Alter aber auch stark verholzen. Typisch für Capsicum frutescens sind die stets aufrecht an der Pflanze stehenden Blüten und Früchte. Die Blüten stehen zu mehreren in den Verzweigungen der Sprossachse. Der Kelch ist kelch- bis beinahe röhrenförmig, leicht gezähnt und weist keine ringförmige Verdickung am Blütenstielansatz auf, wie sie beispielsweise in Capsicum chinense auftritt. Die Krone ist weiß oder grünlich, die Kronlappen stehen abgespreizt oder umgebogen. Die Staubbeutel sind blau bis violett, selten auch gelb. Der Griffel steht 1,5 mm oder mehr über die Staubbeutel hinaus. Die Früchte reifen meist langsamer als andere kultivierte Arten der Gattung, reife Früchte fallen leicht ab und sind meistens rot gefärbt.

## Verwendung
Capsicum frutescens wird auf Grund der Schärfe der Früchte vor allem als Gewürz verwendet, die Früchte enthalten fast doppelt so viel des für die Schärfe verantwortlichen Alkaloids Capsaicin wie die meisten Vertreter der Art Capsicum annuum. Bekannt sind vor allem die Sorten „Tabasco“, aus der die Tabascosauce, und die südamerikanische Sorte „Malagueta“, aus der die Piri-Piri-Sauce hergestellt wird.

## Botanische Geschichte
Die Art Capsicum frutescens wurde 1753 von Carl von Linné in seinem Werk Species Plantarum erstbeschrieben. Er bezog sich dabei direkt auf die Beschreibung aus Adriaan van Royens Florae Leydensis Prodromus (1740). Dies wird heute so interpretiert, dass Linné 1753 kein Exemplar der Art besaß und das Exemplar, welches sich in seinem Herbarium befindet, neueren Datums ist. Zudem entspricht die Pflanze nicht der Artbeschreibung aus der ersten Auflage der Species Plantarum und muss der Art Capsicum annuum zugerechnet werden. Dadurch wird der Herbarbeleg aus van Royens Herbarium als Lektotypus angesehen. Weiterhin verweist Linné jedoch auf eigene, frühere Beschreibungen, die wiederum heute ebenso der Art Capsicum annuum zugerechnet werden. In späteren Auflagen der Species Plantarum werden weitere Beschreibungen anderer Autoren der Art zugewiesen, die jedoch oftmals auch auf Capsicum annuum oder auch Capsicum baccatum hinweisen.
Auch nach Linné wurde die Artbeschreibung von Capsicum frutescens oft geändert und viele heute als Synonym geltende Namen beschrieben, so dass oft nicht mit Sicherheit gesagt werden kann, auf welche Art sich Veröffentlichungen bezogen.